# Dueville
Dueville es una localidad italiana de la provincia de Vicenza, región de Véneto, con 13.961 habitantes.

## Evolución demográfica
| Gráfica de evolución demográfica de Dueville entre 1861 y 2001 |
|                                                                |
| Fuente ISTAT - elaboración gráfica de Wikipedia                |

## Hermanamientos
- Calatayud, España